# Чахлово (Новосибірська область)
Чахлово (рос. Чахлово) — присілок у Болотнинському районі Новосибірської області Російської Федерації.
Входить до складу муніципального утворення Єгоровська сільрада. Населення становить 184 особи (2010).

## Історія
Згідно із законом від 2 червня 2004 року органом місцевого самоврядування є Єгоровська сільрада.

## Населення
| 2002 | 2007 | 2010 |
| ---- | ---- | ---- |
| 165  | ↗214 | ↘184 |